# Aimé Laurens
Pour les articles homonymes, voir laurens.
Aimé Laurens est un homme politique français né le 24 septembre 1794 au Puy-en-Velay (Haute-Loire) et mort le 24 novembre 1867 au Puy-en-Velay.

## Biographie
Avocat au Puy-en-Velay, militant libéral sous la Restauration, il est conseiller de préfecture en 1830, destitué en 1834. Il est député de la Haute-Loire de 1848 à 1849, siégeant avec les républicains modérés, partisan du général Cavaignac.

## Sources
- « Aimé Laurens », dans Adolphe Robert et Gaston Cougny, Dictionnaire des parlementaires français, Edgar Bourloton, 1889-1891 [détail de l’édition]